# Andrzej Bronk
Andrzej Bronk (ur. 27 kwietnia 1938 w Sopocie) – filozof, duchowny katolicki, werbista, członek Polskiej Akademii Umiejętności.

## Życiorys
Do Zgromadzenia Księży Werbistów wstąpił w 1951 roku. W 1963 ukończył studium filozoficzno-teologiczne i otrzymał święcenia kapłańskie. Kontynuował studia na Wydziale Filozoficznym KUL, a w 1968 obronił pracę magisterską pt. Rozstrzygalność założeń fizyki teoretycznej. (W związku z koncepcją sprawdzalności H. Mehlberga) (promotor ks. prof. Stanisław Kamiński). W 1971 obronił doktorat pt. Język etnologii na przykładzie teorii religii W. Schmidta. Analiza metodologiczna (promotor ks. prof. Stanisław Kamiński). W latach 1976–1978 przebywał na stypendium Fundacji Humboldta w Bochum (Hegel-Archiv, prof. O. Pöggeler). Habilitował się w 1982 pracą Rozumienie, dzieje, język: filozoficzna hermeneutyka H.-G. Gadamera. W 1984 uzyskał zatwierdzenie stopnia docenta przez CKK. W 1997 roku otrzymał tytuł profesora. 18 października 1999 roku otrzymał nominację na stanowisko profesora zwyczajnego.

## Publikacje
1968
- MGR: Rozstrzygalność założeń fizyki teoretycznej. W związku z koncepcją sprawdzalności u Mehlberga. Lublin 1968. ss. 116. [Promotor: ks. prof. dr hab. S. Kamiński] (msznp.).

1972
- DR: Język etnologii na przykładzie teorii religii W. Schmidta. Analiza metodologiczna. Lublin 1972. ss. 248. [Promotor: ks. prof. dr hab. S. Kamiński. Recenzenci: ks. prof. Teofil Chodzidło (KUL). prof. J. Gajek (UWr).]. (msznp.).
- Problem genezy religii dzisiaj. CT. 42(1972). fasc. 2. s. 149-154.
- Rola języka potocznego w badaniach religioznawczych. Stanowisko W. Schmidta i jego ocena. CT. 42(1972). fasc. 3. s. 199-203.
- Strukturalizm: moda, metoda czy ideologia?. RF. 20(1972). z. 1. s. 101-118.
- Ujęcie mitu w strukturalizmie. CT. 42(1972). fasc. 4. s. 176-182. CT. 43(1973). fasc. 1. s. 162-168.
- (rec.:) B. Casper. K. Hemmerle. P. Hünermann. Theologie als Wissenschaft. Methodische Zugänge. Freiburg in Br.: Herder Verlag 1970. STV. 10(1972). z. 2. s. 383-388.
- (rec.:) R. Seiffert. Einführung in die Wissenschaftstheorie. Geisteswissenschaftliche Methoden: Phänomenologie – Hermeneutik und historische Methode – Dialektik. München: C. H. Beck Verlag 1970. RF. 20(1972). z. 1. s. 139-144.

1973
- Charakterystyka języka religii w filozofii analitycznej. ZNKUL. 17(1973). z. 3-4. s. 29-45.
- (tłum.:) J. Schütte. Pomoc w rozwoju – przeszkodą w działalności misyjnej? CT. 43(1973). fasc. 1. s. 158-162. CT. fasc. 2. s. 174-179. CT. fasc. 3. s. 162-164.

1974
- Język etnologii na przykładzie teorii religii W. Schmidta. Analiza metodologiczna. Lublin: TNKUL 1974. ss. 190.
- (rec.:) A. Waligórski. Antropologiczna koncepcja człowieka. Warszawa: PWN 1973. ANTH. 69(1974). s. 637-638.

1975
- Język religioznawstwa w świetle racjonalnej koncepcji nauki. ZNKUL. 18(1975). z. 3. s. 3-19.
- Misjonarz wobec obcych światów mówienia. BIATK. 1975. nr 5. s. 12.
- Zur ethnologisch-religionsgeschichtlichen Terminologie P. W. Schmidts. ANTH. 70(1975). s. 602-610.
- (rec.:) L. Elders SVD. Faith and Science. Roma: Herder Verlag 1974. RF. 23(1975). z. 1. s. 176-179.

1976
- Bohater kulturowy. [w:] EK. T. 2. Lublin: TNKUL 1976. k. 731-732.
- (tłum.:) H.–G. Gadamer. Hermeneutyka. ŻiM. 26(1976). nr 4. s. 137-150.
- (tłum.:) B. J. F. Lonergan. Metoda w teologii. Warszawa: PAX 1976.

1977
- (rec.:) H. W. Enders. Sprachlogische Traktate des Mittelalters und der Semantikbegriff. München: Schöningh 1975. RF. 25(1977). z. 1. s. 148-152.
- (rec.:) L. N. Mercado. Elements of Filipino Philosophy. Tacloban 1974. ZNKUL. 20(1977). z. 1. s. 80-83.
- (rec.:) Z. Zdybicka. Człowiek i religia. Lublin: TN KUL1977. ANTH. 72(1977). s. 959-961.

1978
- Misjonarz wobec obcych sobie światów mówienia. ZM. T. 3. Warszawa 1978. s. 219-238.
- Die Sprache der Religionswissenschaft. ZNKUL. 21(1978). s. 27-39.
- Zur Begriffsbestimmung von „Mission" im Dekret „Ad Gentes" des I. Vatikanischen Konzils. VSVD. 19(1978). H. 3-4. s. 322-339.
- (tłum.:) Elementy teologii misyjnej. Pieniężno: Verbinum 1978.

1979
- Dedukcja. [w:] EK. T. 3. Lublin: TNKUL 1979. k. 1085.
- Dema. [w:] EK. T. 3. Lublin: TNKUL 1979. k. 1135.
- Desymbolizacja. [w:] EK. T. 3. Lublin: TNKUL 1979. k. 1202.
- Dilthey W. [w:] EK. T. 3. Lublin: TNKUL 1979. k. 1326-1327.

1980
- Filozoficzna hermeneutyka Hansa-Georga Gadamera. SKUL. 1980. nr 9. s. 97-108.
- (Razem z S. Majdańskim) Filozoficzne ujęzykowienie bycia: uwagi o języku filozofii. SKUL. 1980 nr 8. s. 59-80.
- Założeniowość religioznawstwa w świetle filozofii. [w.:] Działalność Instytutu Anthropos w dziedzinie lingwistyki, etnologii i religioznawstwa. Pieniężno 1980. s. 85-95.
- Ze współczesnej problematyki definicji religii. ZNKUL. 23(1980). z. 2. s. 89-95.
- (spraw.:) Refleksja metodologiczna na konferencji IAHR w Turku 1973. [w.:] Działalność Instytutu Anthropos w dziedzinie lingwistyki, etnologii i religioznawstwa. Pieniężno 1980. s. 203-212.
- (rec.) D. Allen. Structure and Creativity in Religion. Hermeneutics of Mircea Eliade's Phenomenology and New Directions. Berlin. New York. Amsterdam: Mouton 1978.Pod tytułem: Metodologiczna charakterystyka fenomenologii religii M. Eliadego. ZNKUL. 23(1980). z. 2. s. 95-102.

1982
- HAB: Rozumienie – dzieje – język. Filozofia hermeneutyczna H.–G. Gadamera. Lublin: RWKUL 1982. ss 656.
- Poznanie religijne a hermeneutyka. RF. 30(1982). z. 2. s. 23-39.
- (rec.:) A. K. Paluch. Malinowski. Warszawa: Wiedza Powszechna 1981. ANTH. 77(1982). 5-6. s. 930.

1983
- Euhemer. [w:] EK. T. 4. Lublin: TNKUL 1983. k. 1296-1297.
- Die semiotische Kulturtheorie als eine „neue" Ethnologie. ANTH. 78(1983). 1-2. s. 236-240.
- (rec.:) R. Girtler. Kulturanthropologie. Entwicklungslinien. Paradigmata. Methoden. München: Deutscher Taschenbuch Verlag 1979. RF. 31(1983). z. 2. s. 157-160.

1984
- (opr.:) XVII Światowy Kongres Filozoficzny w Montrealu: 21 VIII – 27 VIII 1983. RuF. 41(1984). nr 2/3. s. 179-185.
- (tłum.:) H. Waldenfels. Medytacja na Wschodzie i Zachodzie. Warszawa: Verbinum 1984.
- (rec.:) D. A. Crosby. Interpretive Theories of Religion. The Hague: Mouton 1981. SPhCh. 20(1984). nr 2. s. 193-198.
- (rec.:) Filozoficzne podstawy religioznawstwa. (rec.:) G. Lanczkowski. Einführung in die Religionswissenschaft. Darmstadt: Wissenschaftlichenbuch Gesellschaft 1980.RF. 32(1984). z. 2. s. 221-229.

1985
- Epistemologiczny charakter filozofii Hansa-Georga Gadamera. SF. 1985. nr 1. s. 37-51.
- (Razem z S. Majdańskim) Der „Heidegger-Strich" – Bemerkungen zur Sprache der Philosophie. [w:] SLTK. red.: L. Borkowski. A. B. Stępień. S. Kamiński. Lublin: TNKUL 1985. s. 153-174.
- (rec.:) K. J. Brozi. Antropologia funkcjonalna B. Malinowskiego. Problemy metodologiczne. Lublin: Wydawnictwo UMCS 1983. ANTH. 80(1985). s. 292-294.

1986
- Instrumentalizacja filozofii. Filozofia a kryzys współczesnej kultury. SPhCh. 22(1986). nr 2. s. 208-216.
- Ksiądz Profesor Stanisław Kamiński (1919-1986). SF. 1986. nr 9. s. 197-198.
- Ksiądz Profesor Stanisław Kamiński – nie żyje!. RF. 23/24(1985/1986). z. 1. s. 5-9.
- [Posłowie]: Możliwości i ograniczenia religioznawstwa. [w:] G. Lanczkowski. Wprowadzenie do religioznawstwa. Warszawa: Verbinum 1986. s. 130-148.
- Myśli Ks. Prof. S. Kamińskiego (fragmenty rozmów – luty 1986). RF. 23/24(1985/1986). z. 2. s. 11-24.
- Ograniczenia analitycznej filozofii religii. [w:] Z zagadnień etnologii i religioznawstwa. red.: H. Zimoń. Warszawa: Verbinum 1986. s. 96-125.
- Paradygmatyczna teoria religii K. Wuchterla. [w:] Z zagadnień etnologii i religioznawstwa. red.: H. Zimoń. Warszawa: Verbinum 1986. s. 302-324.
- Die Philosophie und die Kulturkrise. [w:] The Tasks of Contemporary Philosophy. Proceedings of the 10-th International Wittgenstein Symposium. red.: W. Leinfellner. W. Wuketits. Wien: Hoelder-Pichler Tempsky Verlag 1986. s. 348-351.
- Wandlungen in der polnischen marxistischen Religionssoziologie. ANTH. 81(1986). 4-6. s. 653-661.
- (Razem z S. Majdańskim) Z grona naukoznawców odszedł Stanisław Kamiński (1919-1986). ZagN. 22 (1986). nr 4. s. 731-733.
- (opr.:) X. Międzynarodowe Sympozjum Wittgensteinowskie. SF. 1986. nr 8. s. 163-169.
- (tłum.:) G. Lanczkowski. Wprowadzenie do religioznawstwa. Warszawa: Verbinum 1986.
- (rec.:) F. Wallner. Die Grenzen der Sprache und der Erkenntnis. Analysen an und im Anschluss an Wittgensteins Philosophie. Wien: Hoelder-Pichler-Tempsky Verlag 1983. oraz: F. Wallner. Überlegungen zu und Übungen an einem neuen Konzept von Philosophie. Wien: Hoelder-Pichler-Tempsky Verlag 1983.Pod wspólnym tytułem: W sprawie jedności poglądów Ludwika Wittgensteina. SF. 1986. nr 5. s. 163-172.

1987
- Demarkacjonizm lubelskiej szkoły filozoficznej. RF. 35(1987). z. 1. s. 345-364.
- Kultur/en.[w:] Lexikon der Religionen. Hrsg. H. Waldenfels. Freiburg: Herder 1987. s. 368-371.
- Nauki religiologiczne. [w:] Religioznawstwo w katechezie. Materiały katechetyczne z religioznawstwa. red.: M. Majewski. H. Zimoń. Kraków: Wydawnictwo Salezjanie 1987. s. 5-19.
- Przemówienie nad trumną. RF. 35(1987). z. 1. s. 370-371.
- (tłum.:) Elementy teologii misyjnej. Wyd. 2. Pieniężno: Verbinum 1987.
- (rec.:) J. Fabian. Time and the Other. How Anthropology Makes its Object. New York: Columbia University Press 1983. ANTH. 82(1987). 4-6. s. 686-687.
- (rec.:) P. Hage. Structural Models in Antropology. Cambridge: Cambridge University Press 1983. ANTH. 82(1987). 4-6. s. 695-696.
- (rec.:) M. Singer. Man's Glassy Essence. Explorations in Semiotic Anthropology. Bloomington: Indiana University Press 1983. ANTH. 82(1987). 4-6. s. 735-737.

1988
- Rozumienie – Dzieje – Język. Filozofia hermeneutyczna H.–G. Gadamera. Wyd. 2. Popr. Lublin: RWKUL 1988. ss. 421.
- Antyfundamentalizm filozofii hermeneutyczno-pragmatycznej i fundamentalizm filozofii klasycznej. RF. 36(1988). z. 1. s. 159-183.
- Człowiek – dzieje – sacrum – religia [Wstęp]. [w:] M. Eliade. Historia wierzeń i idei religijnych. T. 1. Warszawa: PAX 1988. s. V-XXII.
- Pobyt o. Profesora Leo Eldersa SVD w KUL-u. Komunikaty KUL. 1988. nr 5. s. 65.
- Wielość i jedność badań nad religią. [w:] Z badań nad religią i religijnością ludową. red.: H. Zimoń. Warszawa: Verbinum 1988. s. 11-25.
- (rec.:) M. Bloch. Marxism and Anthropology. A History of Relationship. Oxford: Claremdon Press 1985. ANTH. 83(1988). 1-3. s. 236-238.

1989
- Człowiek wobec faktu wielości i złożoności zjawisk religijnych. [w:] Nauka – Światopogląd – Religia. red.: Z. Zdybicka. Warszawa: Verbinum 1989. s. 121-144.
- Dezintegracja i integracja nauk o religii. [w:] Religijność społeczeństwa polskiego w latach 80. Od pytań filozoficznych do problemów empirycznych. red.: M. Grabowska. T. Szawiel. Warszawa 1989. s. 137-157.
- Fatalizm. EK. T. 5. Lublin: TNKUL 1989. k. 66-69.
- Filozofia języka. EK. T. 5. Lublin: TNKUL 1989. k. 257-261.
- Funkcjonalizm. EK. T. 5. Lublin: TNKUL 1989. k. 779-781.
- Geografia religii. EK. T. 5. Lublin: TNKUL 1989. k. 982-984.
- Gadamer. EK. T. 5. Lublin: TNKUL 1989. k. 798-799.
- Genetyczna metoda. EK. T. 5. Lublin: TNKUL 1989. k. 951-953.
- Nauka – wyzwolenie czy zagrożenie człowieka?. [w:] Żeby nie ustała wiara. Katolicki Uniwersytet Lubelski przed wizytą Ojca Świętego Jana Pawła II. red.: zbiorowa. Lublin: TNKUL 1989. s. 439-449.
- Nauki religiologiczne. [w:] Nauka – Światopogląd – Religia. red.: Z. Zdybicka. Warszawa: Verbinum 1989. s. 121-144.
- (Razem z S. Majdańskim). Słowo od wydawcy. Ksiądz Profesor Stanisław Kamiński (1919-1986). [w:] S. Kamiński. Jak filozofować?. Lublin: TN KUL 1989. s. I-VIII.
- (rec.:) W. J. Patzelt. Grundlagen der Ethnometodologie. Theorie. Empirie und politikwissenschaftlicher Nutzen einer Soziologie des Alltags. München: Wilhelm Fink Verlag 1987. ANTH. 84(1989). 4-6. s. 634-636.
- (rec.:) Xiping Zhuo. Teorien über Religion im heutigen China und ihre Bezugnahme zu Religionstheorien des Westens. Religionswissenschaft 2. Frankfurt a. M/Bern/New York/Paris: Peter Lang 1988. MS. 38(1988-89). s. 292-295.

1990
- Der hermeneutische Objektivismusbegriff. [w:] Zur philosophischen Aktualität Heideggers. Bd 2. Im Gespräch der Zeit. Hrsg. D. Pappenfuss. O. Pöggeler. Frankfurt a. M: Klostermann 1990. s. 209-219.
- Doświadczenie hermeneutyczne i estetyczne w filozoficznej hermeneutyce H.-G. Gadamera. [w:] Estetyka a hermeneutyka. red. F. Chmielowski. Kraków: Wydawnictwo UJ 1990. s. 17-28.
- Intelektualizm jako warunek możliwości filozofii fundamentalistycznej. RF. 37/38(1989/1990). z. 1. s. 197-222.

1991
- [Posłowie]: Religie i religia w fenomenologicznej wizji Jacque'a Waardenburga. [w:] J. Waardenburg. Religie i religia. Systematyczne wprowadzenie do religioznawstwa. Warszawa: Verbinum 1991. s. 192-203.
- (tłum.:) J. Waardenburg. Religie i religia. Systematyczne wprowadzenie do religioznawstwa. Warszawa: Verbinum 1991.

1992
- [Zestawienie bibliografii z filozofii nauki:] Bibliografia (pozycje książkowe od 1970). [w:] S. Kamiński. Nauka i metoda. Pojęcie nauki i klasyfikacja nauk. wyd. 4. Lublin: TN KUL 1992. s. 323-340.
- Hermeneutyczna filozofia humanistyki. [w:] W służbie nauce. red.: M. Studnik. Warszawa: WKW 1992. s. 31-44. [Także (z małymi zmianami) jako: Projekt hermeneutycznej filozofii humanistyki. [w:] Studia metafilozoficzne. Tom I: Dyscypliny i metody filozofii. red.: A. B. Stępień. T. Szubka. Lublin: TN KUL 1993. s. 267-294.]
- (Razem z S. Majdańskim) Klasyczność filozofii klasycznej. RF. 39/40(1991/1992). z. 1. s. 367-391
- (Razem z S. Majdańskim) Logika i wiara: intelektualne prowokacje Ojca Profesora J.M. Bocheńskiego OP. W drodze. 1992. nr 5. s. 46-55.
- Summary. [w:] S. Kamiński. Nauka i metoda. Pojęcie nauki i klasyfikacja nauk. wyd. 4. Lublin: TN KUL 1992. s. 341-344.
- Teologia i nauki przyrodnicze (Uwagi na marginesie). RF. 39/40(1991/1992). z. 2. s. 5-38.
- Wielość nauk i jedność nauki (Stanisława Kamińskiego opcje metodologiczne). [w:] S. Kamiński. Nauka i metoda. Pojęcie nauki i klasyfikacja nauk. wyd. 4. Lublin: TN KUL 1992. s. 345-370.
- (rec.:) Bernard Lonergan. Collected Works of Bernard Lonergan: Insight: A Study of Human Understanding. Toronto: Toronto University Press 1992. RF. 39/40 (1991/1992). z. 2. s. 147-152.
- (red.:) S. Kamiński. Nauka i metoda. Pojęcie nauki i klasyfikacja nauk. wyd. 4. Lublin: TN KUL 1992.

1993
- Antifoundationalism of Hermeneutic-Pragmatic Philosophy and Foundationalism of Classical Philosophy. Studies in Logic and Epistemology, red.: L. Borkowski. A. B. Stępień. Lublin: TN KUL 1993. s. 139-156.
- Filozofia nauki i nauka w ujęciu Stanisława Kamińskiego. SPhCh. 29(1993). nr 1. s. 156-163.
- Hipotetyzm. [w:] EK. T.6. Lublin: TNKUL 1999. kol. 927-928.
- Hermeneutyka. [w:] EK. T.6. Lublin: TNKUL 1999. kol. 770-774.
- Humboldt W.W. [w:] EK. T.6. Lublin: TNKUL 1999. kol. 1321-1322.
- Projekt hermeneutycznej filozofii humanistyki. [w:] Studia metafilozoficzne. Tom I: Dyscypliny i metody filozofii. red.: A. B. Stępień. T. Szubka. Lublin: TN KUL 1993. s. 267-294.
- Wartości chrześcijańskie (uwagi amatora). RF. 51(1993). z. 2. s. 59-72.
- Zur Hermeneutik der Sprache zwischen Theologie und Naturwissenschaft. [w:] Naturwissenschaftliches Weltbild und Evangelisierung. Veröffentlichungen des Missionspriesterseminars St. Augustin bei Siegburg. Hrsg.: K. Müller.. Nettetal: Steyler Verlag. 1993. s. 155-192.
- (opr.:) Das SVD-Symposium in Nysa (Neiße) 9.-10. Oktober 1992. VSVD. 34(1993). fasc. 1. s. 69-74.
- (tłum.:) (razem z B. Matuszczyk) S. Hauerwas. Uniwersytecki honor. Ethos. 6(1993). nr 23. s. 42-54.
- (tłum.:) (razem z B. Matuszczyk) J. Hauerwas. Ch. Pinches. Chrześcijańskie widzenie cnoty. RF. 41(1993). z. 2. s. 23-39.
- (rec.:) Ethnomethodology and the Human Sciences. Ed. by Graham Button. Cambridge: Cambridge University Press 1991. ANTH. 88(1993). z. 1/3. s. 224-226.
- (rec.:) E. Gellner. Reason and Culture. The Historical Role of Rationality and Rationalism. Oxford: Blackwell Publishers 1992. RF. 41 (1993). z. 2. s. 119-122.
- (rec.:) K. L. Pike. Talk. Thought and Thing: The Emic Road Towards Conscious Knowledge. Dallas: Summer Institute of Linguistics 1993. RF. 41 (1993). z. 2. s. 121-124.

1994
- Antyfundamentalizm hermeneutyki Hansa-Georga Gadamera. SFN. 1(1994). s. 155-171.
- Filozofować dzisiaj. [w:] Filozofia w dobie przemian. (wyd.:) T. Buksiński. Poznań: Wydawnictwo UAM 1994. s. 17-30.
- (Razem z S. Majdańskim) Kategoria dziejowości w hermeneutyce i filozofii klasycznej. RF. 42(1994). z 2. s. 91-105.
- Uwagi do pytania: ‘Jakiej filozofii potrzebują Polacy?’. EF. 17(1994). s. 138-141.
- (tłum.:) B. Lonergan. Możliwość etyki. RF. 42(1994). z. 2. s. 55-68.
- (rec.:) E. Gellner. Reason and Culture. The Historical Role of Rationality and Rationalism. Oxford: Blackwell Publishers 1992. ANTH. 89(1994). nr 1/3. s. 268-270.
- (rec.:) K. L. Pike. Talk. Thought and Thing: The Emic Road Towards Conscious Knowledge. Dallas: Summer Institute of Linguistics 1993. ANTH. 89(1994). nr 1/3. s. 299-300.

1995
- Antyfundamentalizm kultury i filozofii ponowożytnej. [w:] Między logiką a etyką. Studia z logiki, ontologii, epistemologii, metodologii, semiotyki i etyki. Prace ofiarowane Profesorowi Leonowi Kojowi. red.: J. Paśniczek i inni. Lublin: Wydawnictwo UMCS 1995. s. 399-420.
- Hermeneutyka filozoficzna. [w:] Filozofować dziś. Z badań nad filozofią najnowszą. red.: A. Bronk. Lublin: TNKUL 1995. s. 75-92.
- Filozofia i nauka: problem demarkacji. RF. 43(1995). z. 1. s. 181-236.
- Fundamentalizm i antyfundamentalizm. [w:] Filozofować dziś. Z badań nad filozofią najnowszą. red.: A. Bronk. Lublin: TNKUL 1995. s. 39-73.
- (Razem z S. Majdańskim) Kategoria opisu: dynamika znaczeń (analiza hermeneutyczna).RF. 43(1995). z. 1. s. 5-39.
- Typy fundamentalizmu. ZNKUL. 38(1995). z. 3-4. s. 5-27.
- Wprowadzenie. [w:] Filozofować dziś. Z badań nad filozofią najnowszą. red.: A. Bronk. Lublin: TNKUL 1995. s. 7-11.
- (red.:) Filozofować dziś. Z badań nad filozofią najnowszą. red.: A. Bronk. Lublin: TNKUL 1995.
- (opr.:) Sprawozdanie za rok akademicki 1994/1995. Komunikaty KUL. 1995. nr 7. s. 179-180.

1996
- Nauka wobec religii. Teoretyczne podstawy nauk o religii. Lublin 1996. ss. 252.
- The Axiological and Deontological Dimension of Justification. [w:] Polish-British Conference. Epistemic Justification. red.: R. Wójcicki. Warsaw: IFIS PAN 1996. s. 9-30.
- (Razem z S. Majdańskim) Geschichtlichkeit und Klassizität – zwei philosophische Begriffe. [w:] Dilthey und Yorck. Philosophie und Geisteswissenschaften im Zeichen von Geschichtlichkeit und Historismus. (Hrsg.) J. Krakowski. G. Scholtz. Wrocław: Wydawnictwo UWr1996. s. 17-35.
- (Razem z S. Majdańskim) Kategoria opisu: dynamika znaczeń (analiza hermeneutyczna). [w:] Symbol i rzeczywistość. red.: B. Andrzejewski. Poznań: Wydawnictwo UAM 1996. s. 45-68.
- (Razem z S. Majdańskim) Klasyczność filozofii (w rozumieniu Szkoły Lubelskiej). Ethos. 9(1996). z. 3-4. s. 129-144.
- Kłopoty nauk religiologicznych z definicją religii. RF. 43/44(1995/1996). z. 2. s. 101-113.
- Krajobraz postmodernistyczny. Ethos. 9(1996). z. 1-2. s. s. 79-100.
- Prawdziwość religii w świetle nauk religiologicznych. Znak. 48(1996). z. 495. s. 45-62.
- (opr.:) Kongres hermeneutyki w Halle/Salle (21-25 września 1944). RF. 43/44(1995/1996). z. 2. s. 225-229.
- (opr.:) Sprawozdanie za rok akademicki 1995/1996. Komunikaty KUL. 1996. nr 8. s. 147-148.

1997
- Filozofia języka. [w:] LFK. red.: J. Herbut. Lublin: TNKUL 1997. s. 219-222.
- (Razem z S. Majdańskim) Filozofia klasyczna. [w:] LFK. red.: J. Herbut. Lublin: TNKUL 1997. s. 223-225.
- Filozofia w czasach postmodernizmu. [w:] Co daje współczesnemu człowiekowi studium filozofii klasycznej. red.: P. Mazanka. M. Mylik. Warszawa: Wydawnictwo ATK 1997. s. 66-95.
- Filozoficzna hermeneutyka i kategoria obiektywności. [w:] Uniwersalny wymiar hermeneutyki. red.: A. Przyłębski. Poznań: Wydawnictwo UAM 1997. s. 11-35.
- Filozofii pytanie o kondycję człowieka. „Dictum – UMCS”. Lublin 1997. s. 15-16.
- Funkcjonalizm. [w:] LFK. red.: J. Herbut. Lublin: TNKUL 1997. s. 254-256.
- Hermeneutyka. [w:] LFK. red.: J. Herbut. Lublin: TNKUL 1997. s. 263-265.
- Intelektualizm. [w:] EK. T. 7. Lublin: TNKUL 1997. kol. 341-343.
- Intelektualizm. [w:] LFK. red.: J. Herbut. Lublin: TNKUL 1997. s. 297-299.
- Interpretacja. [w:] EK. T. 7. Lublin: TNKUL 1997. kol. 387-389.
- Interpretacja. [w:] LFK. red.: J. Herbut. Lublin: TNKUL 1997. s. 302-304.
- (Razem z Anną Zamorzanką) Intuicjonizm. [w:] EK. T. 7. Lublin: TNKUL 1997. kol. 405-407.
- Intuicjonizm. [w:] LFK. red.: J. Herbut. Lublin: TNKUL 1997. s. 309-311.
- Jevons W.S. [w:] EK. T. 7. Lublin: TNKUL 1997. kol. 1247-1248.
- Kultura. [w:] LFK. red.: J. Herbut. Lublin: TNKUL 1997. s. 332-335.
- Kultura. [w:] Leksykon religii. red.: H. Waldenfels. [Autorskie hasło tłum. z niem.]. Warszawa: Verbinum 1997. s. 209-212.
- Metoda genetyczna. [w:] LFK. red.: J. Herbut. Lublin: TNKUL 1997. s. 357-359.
- Nauki religiologiczne. [w:] LFK. red.: J. Herbut. Lublin: TNKUL 1997. s. 385-391.
- Opinia w sprawie nadania profesorowi Hansowi-Georgowi Gadamerowi doktoratu honoris causa. [w:] Gadamer i Wrocław. Gadamer und Breslau. red.: K. Bal. Wrocław: Wydawnictwo UWr 1997. s. 29-32. 191-194.
- (Razem z S. Majdańskim) Opis. [w:] LFK. red.: J. Herbut. Lublin: TNKUL 1997. s. 413-417.
- Pozytywizm filozoficzny. [w:] LFK. red.: J. Herbut. Lublin: TNKUL 1997. s. 433-435.
- Scjentyzm. [w:] LFK. red.: J. Herbut. Lublin: TNKUL 1997. s. 474-476.

1998
- Zrozumieć świat współczesny. Lublin: TNKUL 1998. ss. 335.
- Alvina Plantingi koncepcja uzasadniania. Uwagi wprowadzające. [w:] Ratio et revelatio. Z refleksji filozoficzno-teologicznych. Księga pamiątkowa dedykowana ks. prof. Józefowi Herbutowi z okazji 65 rocznicy urodzin. red.: J. Cichoń. Opole: Wydawnictwo UO 1998. s. 71-81.
- (Razem z S. Majdańskim) Filozofia w życiu człowieka (W nawiązaniu do idei ks. Prof. Stanisława Kamińskiego). ZNKUL. 40(1997). nr 3-4. s.19-28.
- Ist eine voraussetzungslose Religionswissenschaft möglich?.[w:] Freedom in Contemporary Culture. red.: Z. Zdybicka. J. Herbut. A. Maryniarczyk.Lublin: RW KUL 1998. s. 503-514.
- Truth and religion reconsidered: an analytical approach (Referat wygłoszony 1998 na XX World Congress of Philosophy w sekcji: Philosophy of Religion. 10 pages document). http://bu.edu/wcp.
- (red.:) (Razem z M. Walczak) S. Kamiński. Światopogląd – Religia – Teologia. Pisma wybrane. T. 5. Lublin: TNKUL 1998.

1999
- (Razem z S. Majdańskim) Stanisław Kamiński: filozof, metodolog i historyk nauki. RF. 47(1999). z. 2. s. 33-50.

2000
- Język (Nauki o języku). [w:] EK. T. 8. Lublin: TNKUL 2000.kol. 1-3.
- (Razem z S. Majdańskim i A. B. Stępniem) Kamiński Stanisław. [w:] EK. T. 8. Lublin: TNKUL 2000. kol. 508-511.
- Nauki o religii. [w:] Religia w świecie współczesnym. red.: H. Zimoń. Lublin: TN KUL 2000. s. 23-52.
- Pluralizm religii i prawdziwość religii. [w:] Religia w świecie współczesnym. red.: H. Zimoń. Lublin: TN KUL 2000. s. 605-631.
- Rozumienie jako kategoria poznawcza w naukach społecznych. [w:] Rozumienie zmian społecznych. red.: E. Hałas. Lublin: TN KUL 2000. s. 9-21.
- Umiarkowany optymizm. [w:] Lepsze w nauce. Warszawa: Fundacja na Rzecz Nauki Polskiej 2000. s. 85-90.

2001
- Czy i dlaczego filozof nie powinien być relatywistą?. PF. 10(2001). nr 4. s. 27-29.
- Die Einheit des mittelalterlichen Europa – eine Idealisierung?. [w:] Europas neue Einheit? Ein philosophisches Kolloquium. Hgs.: Andrzej Przyłębski. Luigi Romani. Andreas Speer. Poznań: Verlag der Stiftung Humaniora 2001. s. 25-35.
- Idealizujący charakter pojęcia średniowiecznej Europy. [w:] Nowa jedność Europy? Rozważania filozoficzne. wyd.: Andrzej Przyłębski. Luigi Romani. Andreas Speer. Poznań: Wydawnictwo Fundacji Humaniora 2001. s. 25-34.
- Plus ratio quam natura. [w:] Starość i młodość w nauce. Wrocław: Fundacja na Rzecz Nauki Polskiej 2001. s. 101-104.
- Racjonalność religii. [w:] Religioznawstwo wobec wyzwań współczesności. red.: W. Bator. Nomos 34/35 (2001). s. 42-72.
- Sind alle Religionen gleichermaßen rational? [w:] Rationality and Irrationality/Rationalität und Irrationalität. Hgs.: B. Brogaard. B. Smith. Wien: Öbv&hpt Verlag 2001. s. 46-61.
- Stanisław Kamiński – A Philosopher and Historian of Science. [w:] Polish Philosophers of Science and Nature in the 20th Century. ed.: W. Krajewski. Amsterdam. New York: Rodopi 2001. s.141-151.

2002
- The Antifoundationalism of H.-G. Gadamer’s Philosophical Hermeneutics. [w:] Between the human and the divine. Philosophical and theological hermeneutics. Vol. 1: Between the Human and the Divine. red.: A. Wierciński Toronto: The Hermeneutic Press 2002. s. 102-112.
- Fundamentalizm. [w:] LTF. red.: M. Rusecki i inni. Lublin. Kraków: Wydawnictwo „M” 2002. s. 411-415.
- Hermeneutyka. [w:] Religia. Encyklopedia PWN. T. 4. red.: T. Gadacz. B. Milerski.Warszawa: Wydawnictwo PWN 2002. s. 374-377.
- Ist Europa ein philosophischer Begriff?. „Zbliżenia. Annäherungen“. nr 1. s. 51-64.
- (Razem z S. Majdańskim) Klasyczna filozofia. [w:] EK. T. IX. Lublin: TNKUL 2002. kol. 58-59.
- Kognitywizm. [w:] EK. T. 9. Lublin: TNKUL 2002. kol. 290-291; 293-294.
- Koło Wiedeńskie. [w:] EK. T. 9. Lublin: TNKUL 2002. kol. 422-425.
- Kontekstualizm. [w:] EK. T. 9. Lublin: TNKUL 2002. kol. 745-747.
- O religii i nauce. [w:] Chrześcijaństwo i kultura w XXI wieku. red.: A. Jarmusiewicz. Kraków: Wydawnictwo „M” 2002. s. 48-57.
- Postmodernizm. [w:] LTF. red.: M. Rusecki i inni. Lublin. Kraków: Wydawnictwo „M” 2002. s. 929-936.
- Prawdziwość religii. [w:] LTF. red.: M. Rusecki i inni. Lublin. Kraków: Wydawnictwo „M” 2002. s. 956-963.
- Racjonalność religii. [w:] LTF. red.: M. Rusecki i inni. Lublin. Kraków: Wydawnictwo „M” 2002. s. 992-1001.
- Religia. [w:] Religia. Encyklopedia PWN. T. 8. Warszawa: Wydawnictwo PWN 2003. s. 393 – 403.
- Religia a nauka. [w:] Religia. Encyklopedia PWN. T. 8. Warszawa: Wydawnictwo PWN 2003. s. 410-416.
- (Razem z Pawłem Bortkiewiczem i Janem Woleńskim) Rozum i wiara u schyłku tysiąclecia. Zapis dyskusji z udziałem: Pawła Bortkiewicza. Andrzeja Bronka i Jana Woleńskiego. „Biuletyn. Instytut Filozoficzno-Historyczny. Wyższa Szkoła Pedagogiczna w Częstochowie” 31/9/2002. (2003) s. 7-29.
- Tradycja. Encyklopedia PWN t. 9. Warszawa: Wydawnictwo PWN 2003. s. 319-322
- (rec.:) Globalisierung und ihre Auswirkungen auf religiösem und kulturellem Gebiet. (Hrsg.:) Bernhard Mensen SVD. St. Augustin: Steyler Verlag 2001. Ethos. 59-60 (2002). nr 3-4. s. 395-399.

2003
- Podstawy nauk o religii. Lublin: TN KUL 2003. ss. 471.
- Czy istnieje metoda religioznawcza?. Przegląd Religioznawczy. 2003. nr 3 (209). s. 20-34.
- Czy pedagogika jest nauką autonomiczną? [w:] W trosce o integralne wychowanie. red.: M. Nowak. T. Ożóg. A. Rynio. Lublin: Wydawnictwo KUL 2003. s. 46-76.
- (Razem z S. Majdańskim) The Category of Description: The Dynamics of Its Meanings (A Hermeneutical Analysis). [w:] SLTK. red.: S. Kiczuk. J. Herbut. A. B. Stępień. Lublin: TN KUL 2003 s. 177-213.
- (rec.) Henryk Hoffmann. Dzieje polskich badań religioznawczych 1873-1939. Kraków: Wydawnictwo UJ 2004. RF. 51 (2003). z. 2. s. 146-151.
- (rec.) Jerzy Kopania. Boski sen o stworzeniu świata. Szkice filozoficzno-teologiczne. Białystok: Trans Humana 2003. RF 51 (2003). z. 2. s. 151-156.
- (rec.) Małgorzata Czarnocka. Podmiot poznania a nauka. Wrocław: Wydawnictwo UWr 2003.RF. 51(2003). z. 2. s. 139-146.

2004
- (razem z S. Majdańskim) Filozoficzne peregrynacje językoznawstwa: Anny Wierzbickiej koncepcja indefinibiliów. RF 52 (2004). nr 2. s 57-73.
- Gadamera krytyka rozumu naukowego [w:] Dziedzictwo Gadamera red.: A. Przyłębski. Poznań: Wydawnictwo Fundacji Humaniora. 2004 s. 45-60.
- Marii i Stanisława Ossowskich koncepcja nauki o nauce. Zag. N. 2004. nr 3 (161). s. 443-454.
- Podejście do religii Józefa Marii Bocheńskiego. [w:] Ojciec Józef Bocheński. Drogi życia i myślenia filozoficznego. W stulecie urodzin uczonego. red.: Cz. Głombik. Katowice: Wydawnictwo Gnome 2004. s. 26-33.
- Religia w listach Fryderyka Wielkiego (1712-1786). Księga pamiątkowa ku czci Włodzimierza Pawluczuka pod redakcją Ewy Matuszczyk i Macieja Krzwosza, Białystok [brak wydawnictwa] 2004 s. 195-216.

2005
- (rec.) Obrona realizmu w filozofii nowożytnej i współczesnej. red.: B. Tuchańska. T. Sieczkowski. Łódź: Wydawnictwo UŁ 2004. RF 53 (2005). nr 2 s. 351-352.
- >Fundamentalizm<: sensy i dziedziny użycia, w: Szulakiewicz Marek, Zbigniew Karpus (red.), Fundamentalizm i kultury, Toruń: Wydawnictwo UMK 2005 s. 19-30.
- Nauki humanistyczne i kultura logiczno-metodologiczna, "Edukacja Humanistyczna" WSH 2004 nr 1-2, Szczecin 2005 s. 18-26.
- Od rozumienia religii jako >opium ludu< do tezy o niezbywalnej obecności religii w świecie, w: Ziemińska Renata, Ireneusz Ziemiński (red.), Byt i sens. Księga pamiątkowa VII Polskiego Zjazdu Filozoficznego w Szczecinie 14-18 września 2004 roku, Szczecin: Wydawnictwo Naukowe Uniwersytetu Szczecińskiego 2005 s. 62-70.
- Pedagogika i filozofia: uwagi metafilozoficzne, w: Piotr Dehnel, Piotr Gutowski (red.), Filozofia a pedagogika. Studia i szkice, Wrocław: Wydawnictwo Naukowe Dolnośląskiej Szkoły Wyższej Edukacji TWP 2005 s. 9-27.
- Pluralizm kultur i relatywizm kulturowy, w: Ziemińska Renata, Ireneusz Ziemiński (red.), Byt i sens. Księga pamiątkowa VII Polskiego Zjazdu Filozoficznego w Szczecinie 14-18 września 2004 roku, Szczecin: Wydawnictwo Naukowe Uniwersytetu Szczecińskiego 2005 s. 45-49.
- Dezintegracja i integracja nauk o religii; w: M. Grabowska, T. Szawiel (red.), Religijność społeczeństwa polskiego lat 80. Od pytań filozoficznych do problemów empirycznych, Warszawa: Wydział Filozofii i Socjologii UW 2005, s. 119-135,wyd. 2.
- Bronk Andrzej, Czy istnieje metoda religioznawcza?, w: Zbigniew Stachowski (red.), Religioznawstwo polskie w XXI wieku, Tyczyn: Polskie Towarzystwo Religioznawcze 2005 s. 21-35.

2006
- Metoda naukowa, "Nauka" 2006 nr 1 s. 47-64.
- Hans-Georg Gadamers Kritik der wissenschaftlichen Vernunft, w: Andrzej Przyłębski (Hrsg.), Das Erbe Gadamers, Frankfurt a.M: Peter Lang 2006 s. 155-172.
- Religia i nauka: dwie prawdy? "Filozofia Nauki" 14:2006 nr 1 s. 33-43.
- „Natura czy kultura?” Uwagi metodologiczne, w: Beata Przyborowska(red.), natura EDUKACJA kultura. Pedagogia źródeł, Toruń: Wydawnictwo Uniwersytetu Mikołaja Kopernika 2006 s. 243-256.
- art. razem ze Stanisławem Majdańskim, Teologia: próba metodologiczno-epistemologicznej charakterystyki, „Nauka” PAN 2006 nr 2 s. 81-110.

2007
- art. Prawda i kultura europejska, w: Myśli o języku, nauce i wartościach. Księga ofiarowana Profesorowi Jackowi Juliuszowi Jadackiemu w sześćdziesiątą rocznicę urodzin, Warszawa: Wydawnictwo Naukowe Semper 2006 s. 396-410.
- art. Człowiek – istota określona czasem, tradycją i językiem. Filozoficzna antropologia H.-G. Gadamera, w: Maryniarczyk Andrzej, Katarzyna Stępień (red.), Dusza Umysł Ciało. Spór o jedność bytową człowieka, Lublin: Polskie Towarzystwo Tomasza z Akwinu 2007 s. 373-389.
- art. Wprowadzenie. Hermeneutyka – hermeneutyka filozoficzna – filozofia hermeneutyczna, w: Mikołajczyk Hubert T., Mariusz Oziębłowski, Marek Rembierz (red.), Hermeneutyczne dziedzictwo filozofii, Kraków: Wydawnictwo »scriptum« 2006 s. 17-29.

2008
- art. razem z: Paweł Kawalec, Pojęcie nauki oraz nauk podstawowych i stosowanych, w: Nauka i Państwo. Wrocław, Warszawa: FNP 2007 s. 108-112.
- rec. razem z: Waldemar Zaręba, rec. Adam Nowaczyk, Poławianie sensu w filozoficznej głębi, Łódź: Wydawnictwo Uniwersytetu Łódzkiego 2006, ss. 211, „Roczniki filozoficzne KUL” 55:2007 nr 2 s. 223-226.
- art. Nauki pro religiju, w: Religija w suczasnomu switi. Materijali do kursu religieznawstwa. Za redakcju Genrika Zimonja, Lwiw: Widawnictwo "Swiczado" 2007 s. 17-40.
- art. Religijnij pljuralizm i prawdiwost religii, w: Religija w suczasnomu switi. Materijali do kursu religieznawstwa. Za redakcju Genrika Zimonja, Lwiw: Widawnictwo "Swiczado" 2007 s. 467-487.
- art. Mircei Eliadego fenomenologia religii, „Przegląd Filozoficzny. Nowa seria” 16:2007 nr 4 s. 107-131.
- rec. Andrzej Bronk, Paweł Kawalec [w języku angielskim], Adam Grobler, Metodologia nauk, Kraków 2006 s. 343, „Forum Philosophicum" 13:2008 nr 1 p. 147-149.
- art. Fenomenologija religii, tł. ros. F. G. Owsienko, „Rieligiowiedienije” 2003, nr 1, s. 75-78.
- streszczenie, Na czym polega filozoficzna interpretacja tekstu, w: Anna Brożek, Jacek Jadacki (red.), Księga streszczeń VIII Polskiego Zjazdu Filozoficznego, Warszawa: Semper 2008 s. 245.
- rec. Larry Wolff, Marco Cipolloni (eds.), The Anthropology of the Enlightenment. Stanford, Calif.: Stanford University Press 2007, pp. 414, „Anthropos" 103:2008 Nr 2 s. 632-634.
- hasło: Metareligioznawstwo, „Encyklopedia Katolicka" Lublin: TN KUL 2008 szp. 628-630.
- hasło: Metoda, „Encyklopedia Katolicka" Lublin: TN KUL 2008 szp. 635-637.
- hasło: Metodologia nauk, „Encyklopedia Katolicka" Lublin: TN KUL 2008 szp. 644-649.
- hasło: Metoda naukowa, „Encyklopedia Katolicka" Lublin: TN KUL 2008 szp. 637-644.
- rec. Agnieszka Lekka-Kowalik, Odkrywanie aksjologicznego wymiaru nauki (Lublin: Wydawnictwo KUL 2008), „Zagadnienia Naukoznawstwa” 2008 nr 3-4 s. 454-469.

2009
- art. Andrzej Bronk, Stanisław Majdański, Kłopoty z porządkowaniem nauk: perspektywa naukoznawcza, „Nauka PAN” 1/2009 s. 47-66.
- art. Method as a Distinguishing Characteristic of Science, w: Łukasiewicz Dariusz, Roger Pouivet (eds.), Scientific Knowledge and Common Knowledge, Bydgoszcz: Kazimierz University Press 2009 p. 35-54.
- rec. McLeod Hugh, The Religious Crisis of the 1960s, Oxford, New York: Oxford University Press 2007, 290 p., „Anthropos" 104:2009/2 s. 616-620.
- art. Słowo wstępne, w: Ph. Jenkins, Chrześcijaństwo przyszłości. Nadejście globalnej Christianitas, tł. pol. S. Grodź, The Next Christendom. The Coming of Global Christianity. Warszawa: Verbinum. Wydawnictwo Księży Werbistów 2009 s. 5-17.
- art. Nowy porządek świata, „Tygodnik Powszechny" 3 maja 2009, nr 18 s. 17.
- art. The Rationality of Belief and the Significance of Prejudgments for the Act of Interpretation, w: The Task of Interpretation: Hermenutics, Psychoanalysis, and Literary Studies, ed. by Dariusz Skórczewski, Andrzej Wierciński, Edward Fiała, Lublin: Wydawnictwo KUL 2009 s. 73-85.
- rec. razem z S. Grodź: Historia religii Kazimierza Banka, „Nomos” 2008 nr 63/64 s. 139-143.
- art. Religia jako pojęcie i przedmiot badań (uwagi metodologiczne), "Przegląd Religioznawczy", 2008, nr 3 (229) s. 3-22.
- książka, Podstawy nauk o religii, Lublin: TN KUL 2009, stron 500, III wydanie poprawione i zmienione.
- rec. Thomas Banchoff (ed.), Religious Pluralism, Globalization, and World Politics, Oxford: Oxford University Press 2008, "Anthropos" (w druku)